# Списак познатих Срба у Македонији
Списак познатих Срба у Македонији је списак који обухвата Србе и људе српског порекла који су рођени или живели на простору Македоније.

### Владари и обласни господари
- Јован Оливер, деспот
- Дејан, деспот
- Константин Драгаш, велможа
- Јован Драгаш, деспот
- Паскач, племић
- Влатко Паскачић, севастократор
- Вукашин Мрњавчевић, велможа и краљ
- Краљевић Марко, краљ и јунак српских епских песама
- Бранко Младеновић, властелин
- Вук Бранковић, велможа
- Гргур Голубић, кесар
- Остоја Рајаковић, властелин
- Никола Стањевић, великаш и велики војвода
- Хреља Охмућевић, српски великаш
- Добромир Хрс, обласни господар
- Прељуб, племић и војсковођа

### Свеци и црквени великодостојници
- Свети Ђорђе Кратовац
- Михаило Бојчић, митрополит кратовски
- Максим Скопљанац, српски патријарх
- Јефрем Јанковић Тетовац, епископ српски и руски
- Атанасије II Гавриловић, архиепископ пећки и патријарх српски
- Захарија, епископ рашко-призренски
- Доситеј Новаковић, епископ
- Димитрије Младеновић, протојереј Цариградске патријаршије у Кумановској области
- Матеја Шуменковић, свештеник и народни првак у Дримколу
- Тасе Коневић, свештеник и вођа четничке организације у Поречју

### Научници
- Стеван Симић, географ
- Трајан Стојановић, историчар
- Харалампије Поленаковић, историчар књижевности
- Јован Трифуновски, географ и антрополог
- Драгослав Аврамовић, економиста
- Владимир Стојанчевић, историчар
- Петар Џаџић, историчар књижевности
- Ирена Арсић, историчарка књижевности
- Александар Младеновић, лингвиста
- Младен Караман, зоолог
- Љубомир Максимовић, византолог
- Тома Смиљанић-Брадина, етнограф, филолог, песник, публициста
- Љиљана Алексић-Пејковић, историчар

### Писци
- Станислав Лесновски, писац из честрнаестог века
- Димитар Кратовски, писац из петнаестог века
- Коста Абрашевић, песник
- Анђелко Крстић, писац
- Блаже Конески, књижевник, песник, утемељивач и један од кодификатора македонског књижевног језика

### Сликари, вајари и архитекте
- Јован Србин из Кратова, свештеник, писар и илуминатор из шеснаестог века
- Христифор Жефаровић, бакрорезац и песник XVIII века
- Димитар "Дичо" Крстевић, иконописац
- Вида Јоцић, вајарка
- Младен Србиновић, сликар
- Коста Брадић, сликар
- Синиша Вуковић, сликар
- Олга Јанчић, вајарка
- Радомир Рељић, сликар
- Василије Поповић Цицо, сликар
- Љубица Сокић, сликарка
- Ђорђе Илић, сликар, педагог и професор
- Петар Поповић, архитекта

### Ратници и револуционари
- Цинцар Јанко Поповић, војвода у Првом српском устанку
- Цинцар Марко Костић, војвода у Првом и Другом српском устанку
- Вуча Жикић, знаменита личност Првог српског устанка
- Лазар Петровић, генерал
- Јован Бабунски, четнички војвода
- Глигор Соколовић, четнички војвода
- Ђорђе Цветковић Дримколски, четнички војвода
- Мицко Крстић, четнички војвода
- Цене Марковић, четнички војвода
- Ванђел Димитријевић Скопљанче, четнички војвода
- Јован Станојковић Довезенски, четнички војвода
- Доксим Михаиловић, четнички војвода
- Петко Илић Нагорички, војвода
- Дитко Алексић, четнички војвода
- Чича Павле Младеновић, четнички војвода
- Јован Долгач, четнички војвода
- Вера Јоцић, партизанка

### Добротвори и родољуби
- Голуб Јанић, добротвор
- Денко Крстић, трговац
- Коста Шуменковић, трговац и родољуб

### Политичари и активисти
- Петар Новаковић - Чардаклија, дипломата током Првог српског устанка
- Коста Групчевић, национални и културни радник
- Деспот Баџовић, учитељ и активиста
- Темко Попов, национални радник
- Наум Јевровић, национални радник
- Васа Богојевић, политичар, национални борац и сенатор Краљевине Југославије
- Јован Цакић, српски учитељ, национални представник Срба у Османском царству и члан четничке организације у Старој Србији
- Васа Јовановић, четнички организатор
- Илија Шуменковић, дипломата
- Спиро Хаџи Ристић, градоначелник Скопља
- Јосиф Михајловић, градоначелник Скопља

### Музичари
- Исаија Србин, композитор из XV века
- Боривоје Илић, композитор и диригент
- Мара Ђорђевић, певачица народних песама
- Драган Токовић, певач и композитор, најпознатији као аутор песме Лела Врањанка
- Бети Ђорђевић, певачица
- Маја Оџаклијевска, певачица
- Тијана Дапчевић, певачица (мајка Српкиња)
- Тамара Тодевска, певачица (мајка Српкиња)
- Драган Вучић, певач и композитор
- Мартин Вучић, певач
- Барбара Поповић, певачица
- Мартија Станојковић, певачица
- Бранка Парлић, академски музичар, пијаниста, наставник на Академији уметности у Новом Саду
- Тонио Сан, репер

### Филмски и позоришни уметници
- Владан Слијепчевић, редитељ и професор филмске режије
- Војислав Ракоњац Кокан, филмски режисер
- Драгомир Фелба, глумац
- Предраг Лаковић, глумац
- Драган Лаковић, глумац и певач дечјих песама
- Слободан Алигрудић, глумац
- Љубомир Ћипранић, глумац
- Љубиша Самарџић, глумац
- Божидар Стошић, глумац
- Гојко Балетић, глумац
- Дејан Лилић, македонски глумац
- Наташа Петровић, македонска глумица

### Спортисти
- Кузман Сотировић, фудбалер, први фудбалер из Македоније који је играо за репрезентацију
- Спасоје Николић, фудбалер
- Благоје Видинић, фудбалер
- Драгослав Шекуларац, фудбалер
- Миљан Миљанић, фудбалер и фудбалски тренер
- Вујадин Станојковић, фудбалер
- Вељко Пауновић, фудбалер
- Саша Ћирић, фудбалер
- Давид Бабунски, фудбалер
- Остоја Стјепановић, фудбалер
- Душан Савић, фудбалер
- Веселин Вуковић, рукометаш
- Весна Милошевић, рукометашица
- Перо Антић, кошаркаш
- Горан Касум, рвач

### Остали
- Илија Стружа Анђелковић-Нин, издавач књига у Београду
- Радомир Катић, дугогодишњи професор и оснивач гимназије у Власотинцу
- Душанка Сифниос, балерина
- Вања Булић, новинар
- Драган Павловић Латас, новинар
- Владимир Тодоровић, познати бизнисмен и бивши председник скопске општине Центар
- Мајкл Илић, амерички мултимилијардер